# سالن فراماسون‌ها در لندن

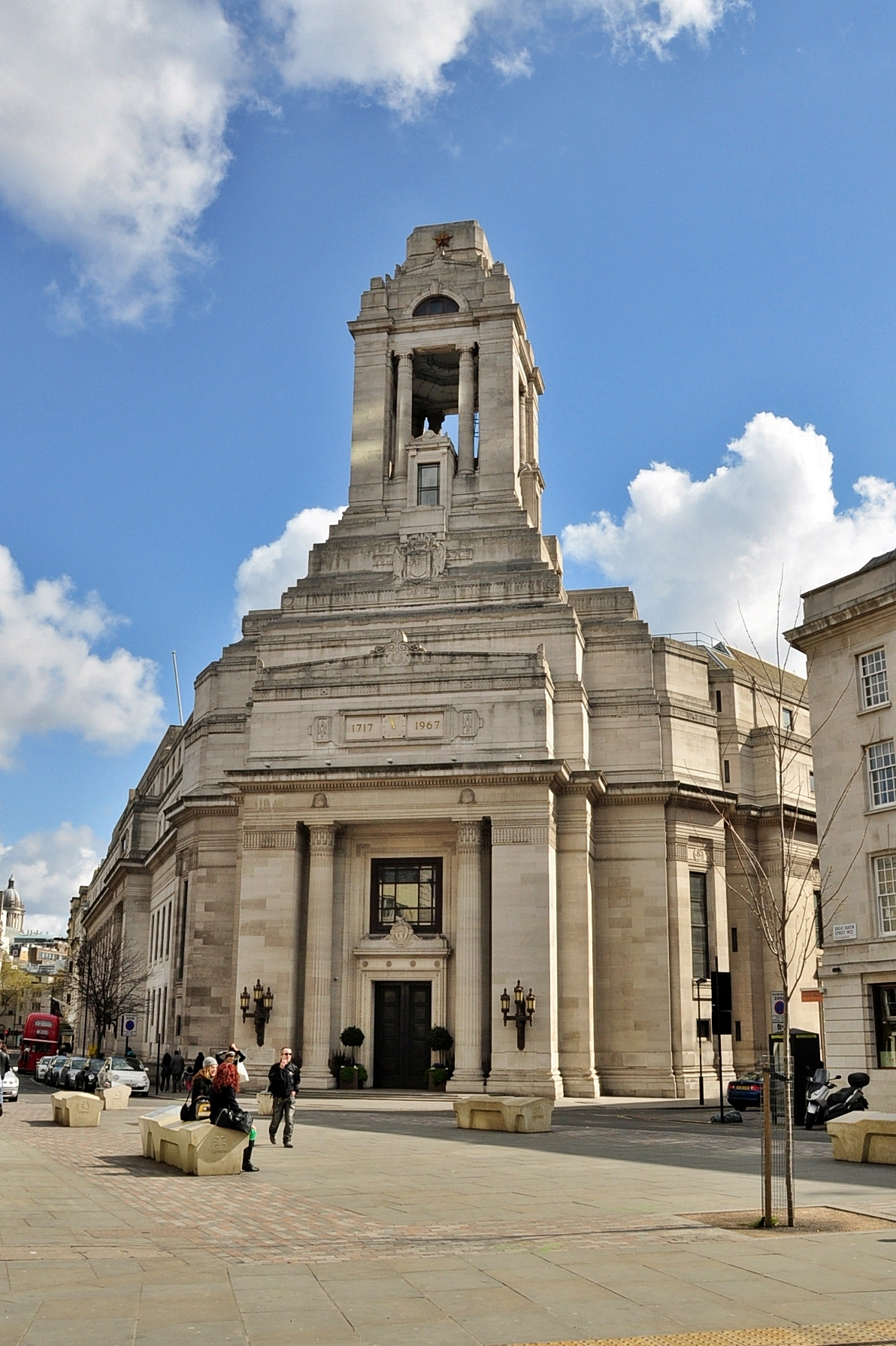
سالن فراماسون‌ها در خیابان بزرگ کوئین، لندن

سالن فراماسون‌ها در لندن مقر مرکزی لُژ بزرگ متحد انگلستان است. شاهزاده ادوارد، دوک کنت، استاد اعظم این لُژ است.
این ساختمان همچنین میزبان گراند سلطنتی ماسون انگلستان است و همچنین به‌عنوان یک مکان ملاقات برای بسیاری از لژ ماسونی در منطقه لندن است. سالن فراماسون‌ها در خیابان بزرگ کوئینز بین هوبرن و کاونت گاردن قرار دارد و از سال ۱۷۷۵ تاکنون یک مکان ملاقات ماسونی بوده‌است. در این محل سه ساختمان ماسونی وجود داشته که ساختمان فعلی در سال ۱۹۳۳ افتتاح شده‌است. بخش‌هایی از ساختمان روزانه در معرض دید عموم است و سبک کلاسیک آن با حفظ آرت دکو به همراه استفاده منظم از آن به عنوان مکان فیلم‌برداری و تلویزیون، آن را به یک مقصد گردشگری تبدیل کرده‌است.
در سال ۱۸۴۶، اتحاد جهانی انجیلی در اینجا تأسیس شد.

## مفهوم اصلی

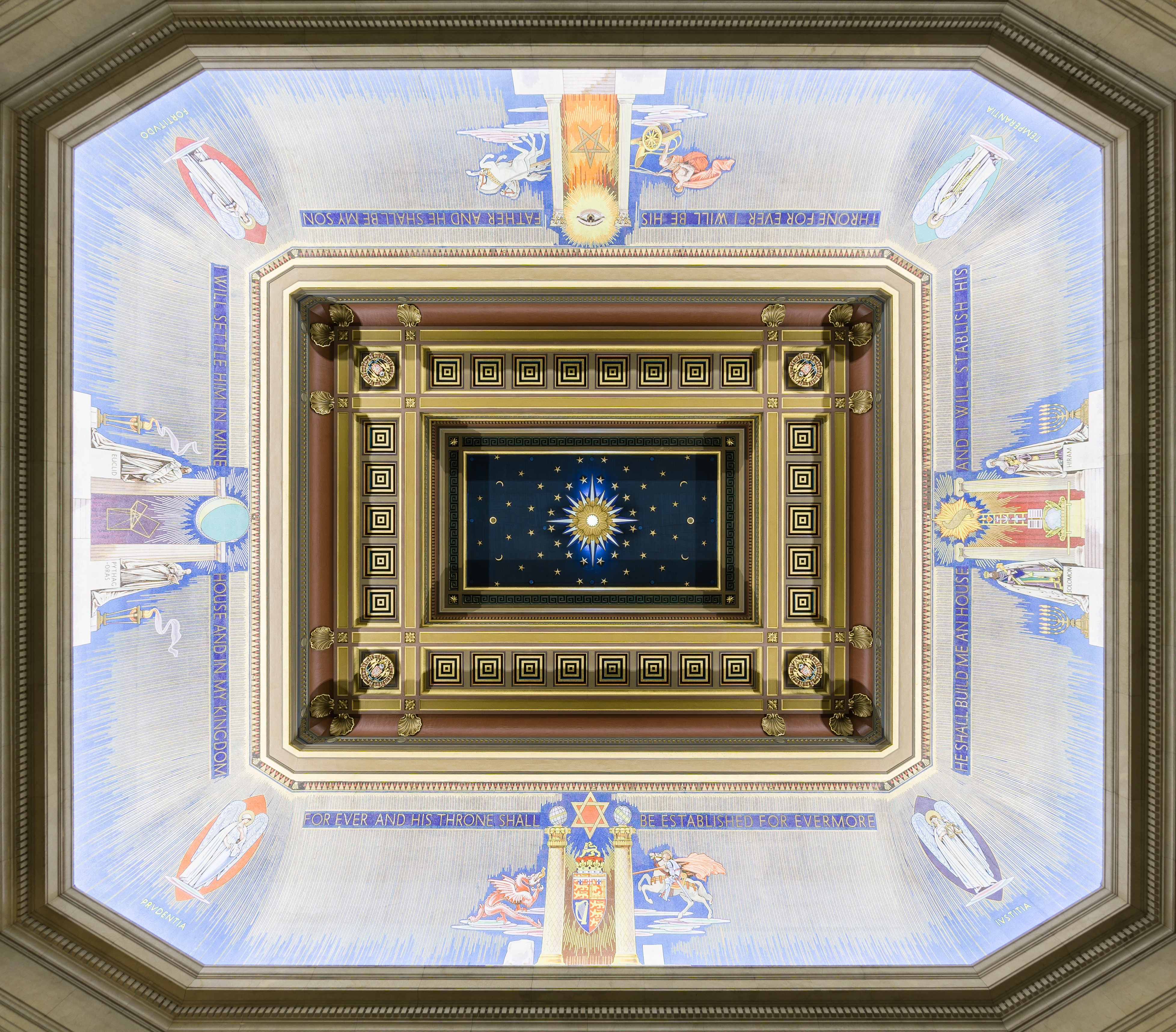
نگاره‌ای از نقاشی سقفی در تالار بزرگ سالن فراماسون‌ها. این ساختمان، مقر مرکزی لُژ بزرگ متحد انگلستان است. شاهزاده ادوارد، دوک کنت، استاد اعظم این لُژ است. بر روی سقف، شعارها، علائم و نشانه‌های فراماسونری نقش بسته‌اند. این ساختمان در خیابان ملکه بزرگ (en) واقع شده‌است.

در سال ۱۷۷۵ نخست‌وزیر بزرگ گراند الج خانه‌ای را روبروی خیابان خریداری کرد که در پشت آن یک باغ و یک خانه دوم قرار داشت. مسابقه‌ای برای طراحی یک تالار بزرگ برای پیوند دو خانه برگزار شد. جلو خانه میخانه فراماسون‌ها بود، خانه پشتی به دفاتر و اتاق‌های جلسات تبدیل می‌شد. طراحی برنده توسط توماس ساندی انجام شد.

## یادداشت
1. ↑  There were several early masonic grand lodges. The term "premier" refers to the grand lodge created in London in 1717.